# Backlash (2017)
Backlash (2017) – gala wrestlingu wyprodukowana przez federację WWE dla brandu SmackDown. Odbyła się 21 maja 2017 w Allstate Arena w Rosemont w Illinois. Emisja przeprowadzona na żywo za pośrednictwem WWE Network w systemie pay-per-view. Była to trzynasta gala w chronologii cyklu Backlash. 
Na gali odbyło się osiem walk, w tym jedna podczas pre-show. W walce wieczoru Jinder Mahal pokonał Randy'ego Ortona i zdobył WWE Championship. Ponadto Kevin Owens pokonał AJ Stylesa i obronił WWE United States Championship, a także The Usos (Jey i Jimmy Uso) pokonali Breezango (Fandango i Tylera Breeze'a) i obronili WWE SmackDown Tag Team Championship.

## Produkcja
Backlash będzie oferowało walki profesjonalnego wrestlingu z udziałem różnych wrestlerów należących do brandu SmackDown z istniejących oskryptowanych rywalizacji i storyline’ów, które są kreowane na tygodniówce SmackDown Live. Wrestlerzy są przedstawieni jako heele (negatywni, źli zawodnicy i najczęściej wrogowie publiki) i face’owie (pozytywni, dobrzy i najczęściej ulubieńcy publiki), którzy rywalizują pomiędzy sobą w seriach walk mających budować napięcie. Kulminacją rywalizacji jest walka wrestlerska lub ich seria.

### Rywalizacje
Na WrestleManii 33 Randy Orton pokonał Braya Wyatta i stał się dziewięciokrotnym posiadaczem WWE Championship. Dwa dni później podczas tygodniówki SmackDown Live, Wyatt wyzwał Ortona do "House of Horrors" matchu. Wskutek zorganizowania Superstar Shake-up, Wyatt stał się częścią brandu Raw, zaś jego pojedynek z Ortonem został potwierdzony na kwietniową galę Payback. 11 kwietnia podczas tygodniówki SmackDown Live odbył się six-pack challenge pomiędzy Dolphem Zigglerem, Mojo Rawleyem, Jinderem Mahalem oraz Lukiem Harperem, Samim Zaynem oraz Erickiem Rowanem o miano pretendenta do tytułu Ortona. Z pomocą The Singh Brothers (Gurvem Sihrą i Harvem Sihrą), pojedynek wygrał Mahal; walkę o mistrzostwo z Ortonem wyznaczono na galę Backlash. W następnym tygodniu, Orton pokonał Rowana w no disqualification matchu, lecz po walce został zaatakowany przez Mahala i The Singh Brothers, po czym pretendent ukradł pas mistrzowski i uciekł z areny. Podczas gali Payback, Mahal i Singh Brothers zainterweniowali w walce Ortona z Wyattem powodując porażkę posiadacza WWE Championship. Dwie doby później podczas tygodniówki SmackDown Live, komisarz brandu SmackDown Shane McMahon odebrał pas od Mahala podczas sesji zdjęciowej z tytułem. Tej samej nocy pretendent zdołał pokonać Samiego Zayna w singlowym pojedynku.
11 kwietnia podczas tygodniówki SmackDown Live, United States Champion Kevin Owens został przeniesiony do rosteru SmackDown z powodu rezultatów draftu „Superstar Shake-up”. Pomimo tego wyznaczono jego walkę rewanżową z Chrisem Jericho o tytuł na galę Payback. Generalny menadżer brandu SmackDown Daniel Bryan zadecydował, że jeśli Jericho zdobędzie tytuł, nowy mistrz również zostanie przeniesiony do SmackDown. Podczas tego samego odcinka, AJ Styles pokonał Samiego Zayna i Barona Corbina, wskutek czego stał się pretendentem do tytułu na majową galę Backlash. 18 i 25 kwietnia, Owens komentował singlowe pojedynki Stylesa z Corbinem, co ostatecznie zakończyło się atakiem antagonistów na Stylesie. Podczas gali Payback, Jericho odzyskał tytuł od Owensa i został przeniesiony do SmackDown. Dwie doby później podczas tygodniówki, Owens pokonał Jericho w rewanżu i odzyskał tytuł, co potwierdziło walkę jego ze Stylesem na gali Backlash.
11 kwietnia podczas SmackDown Live, posiadacze WWE SmackDown Tag Team Championship The Usos (Jey i Jimmy Uso) obronili tytuły w walce z American Alpha (Chadem Gablem i Jasonem Jordanem). Po walce przegrani zostali zaatakowani przez The Shining Stars (Primo i Epico), którzy dołączyli do rosteru brandu SmackDown i przyjęli nową nazwę drużyny „The Colóns”. 18 kwietnia pokonali American Alpha. 25 kwietnia podczas tygodniówki, Breezango (Fandango i Tyler Breeze) wygrali Beat the Clock challenge stając się pretendentami do tytułów tag-team. American Alpha zdołali pokonać The Colóns, lecz Breezango szybciej zdołali pokonać The Ascension (Konnora i Victora). 2 maja Fandango i Breeze wystąpili w komediowym segmencie, w którym przebrani za modnych policjantów stwierdzili, że The Usos złamało wiele zasad i „zapłacą za to na gali Backlash”, co stanowiło przemianę ich charakterów w protagonistów.
4 kwietnia podczas tygodniówki SmackDown Live, Shinsuke Nakamura zadebiutował w głównym rosterze poprzez przerwanie przemowy The Miza i Maryse. W następnym tygodniu swoją wejściówką do ringu przerwał przemowę Dolpha Zigglera, który próbował zaatakować Nakamurę, lecz ten zdołał znokautować Zigglera. Podczas odcinka z 25 kwietnia, Ziggler przerwał wywiad Renee Young z Nakamurą, gdzie ten po chwili wykonał Zigglerowi overhead suplex i mu opuścić ring. Podczas gali Payback ogłoszono, że Nakamura zadebiutuje w debiutanckiej walce dla brandu SmackDown podczas gali Backlash. 2 maja Ziggler skrytykował komisarza Shane'a McMahona i generalnego menadżera Daniela Bryana za promowanie gali kimś, kto jeszcze nie wystąpił w żadnej walce podczas tygodniówek SmackDown Live.

## Lista walk
| Nr                                                                   | Wyniki | Stypulacje                                           | Czas  |
| -------------------------------------------------------------------- | --- | ---------------------------------------------------- | ----- |
| 1P                                                                   | Tye Dillinger pokonał Aidena Englisha | Singles match                                        | 8:20  |
| 2                                                                    | Shinsuke Nakamura pokonał Dolpha Zigglera | Singles match                                        | 15:50 |
| 3                                                                    | The Usos (Jey i Jimmy Uso) (c) pokonali Breezango (Fandango i Tylera Breeze'a)                                                                | Tag Team match o WWE SmackDown Tag Team Championship | 9:15  |
| 4                                                                    | Sami Zayn pokonał Barona Corbina | Singles match                                        | 14:35 |
| 5                                                                    | The Welcoming Committee (Natalya, Carmella i Tamina) (z Jamesem Ellsworthem) pokonały Charlotte Flair, Naomi i Becky Lynch poprzez submission | Six-Woman Tag Team match                             | 10:05 |
| 6                                                                    | Kevin Owens (c) pokonał AJ Stylesa | Singles match o WWE United States Championship       | 21:10 |
| 7                                                                    | Luke Harper Pokonał Ericka Rowana | Singles match                                        | 9:00  |
| 8                                                                    | Jinder Mahal (z The Singh Brothers (Samirem i Sunilem Singh)) pokonał Randy'ego Ortona (c)                                                    | Singles match o WWE Championship                     | 15:45 |
| (c) – mistrz/mistrzyni przed walkąP – walka miała miejsce w pre-show | |                                                      |       |